# Stazione di Grumello del Monte
La stazione di Grumello del Monte è una stazione ferroviaria posta sulla linea Lecco-Brescia. Serve il centro abitato di Grumello del Monte.

## Strutture e impianti
La stazione dispone di un fabbricato viaggiatori sviluppato su due piani, di cui il piano terreno è accessibile all'utenza in quanto ospita una sala d'attesa dotata di biglietteria automatica. Accanto alla sala d'attesa è presente l'ufficio del dirigente movimento. Il primo piano è inaccessibile all'utenza e ospitava l'appartamento del capostazione.
La stazione dispone di due binari passanti che fungono da punto d'incrocio per i treni della linea. Il loro collegamento avviene mediante un sottopassaggio pedonale, attivato nel 2017 e dotato anche di ascensori per i disabili.
È presente un ulteriore binario a servizio dello scalo merci, il cui servizio risulta soppresso, che è dotato di un proprio fabbricato ormai in pessimo stato di conservazione. Accanto al fabbricato viaggiatori sono presenti due ulteriori edifici a un solo piano: uno era adibito a magazzino, l'altro ospitava i servizi igienici.

## Movimento
La stazione è servita dai treni regionali Trenord a cadenza oraria, in servizio tra Bergamo e Brescia nell'ambito del contratto di servizio stipulato con la Regione Lombardia. In più, effettuano servizio in questa stazione le relazioni Freccia Orobica e Freccia della Versilia, operate rispettivamente da TPER e Trenitalia.

## Servizi
La stazione dispone di:
- Biglietteria automatica
- Sala d'attesa

## Interscambi
Fra il 1901 e il 1921 nei pressi della stazione era presente una fermata della tranvia Bergamo-Trescore-Sarnico.